# ダラーラ・BMS192
ダラーラ・BMS192 (Dallara BMS192) は、ジャンパオロ・ダラーラが設計したフォーミュラ1カー。BMSスクーデリア・イタリアチームが1992年のF1世界選手権で使用した。最高位は6位が2回である。192はスクーデリア・イタリアが使用した最後のダラーラによるシャシーであった。
「BMS192」の他に「F192」、「192」と表記されることがある。

## 開発
1992年シーズン、チームオーナーのジュゼッペ・ルッキーニはミナルディからフェラーリエンジンの供給契約を引き継いだ。この契約により、1991年仕様のフェラーリV12エンジンがチームに供給されることとなった。シャシーはジャンパオロ・ダラーラが設計し、前年の191の発展型であったが、V12エンジンを装備するためにより大きな燃料タンクを必要とした。フロント部も191を継承していたが、192はその年のF1カーの中で唯一深いエンドプレートと高いフロントウィングを装備し、開幕戦以降は強度向上のためワイヤーで支えられることとなった。
1月15日にマドンナ・ディ・カンピーリオでBMS192の発表会が開かれた。フロントのモノショック・サスペンションが大きな特徴で、左右兼用のロッカーアームを支持する軸受部にダンパーの可変レートを設定する機構が組み込まれた凝った作りとなっていたが、そのロッカーアームは鉄板を溶接して作られたクラフトマンシップを感じさせるものだった。同年のピット取材を担当していた川井一仁は「ダラーラ192はマシン各部の仕上げが今ひとつ。溶接が雑な処理になっていたり、このマシンの精度は大丈夫なのかと思う」と印象を記している。
ドライバーは両名共にハンドリングへの不満を訴えた。その結果、空力とサスペンションはシーズンを通して継続的に開発された。チームは当初ハンドリングの問題がモノショックに原因があると考え、構造をコンベンショナルなツインショックへ完全に変えるなどしたが、問題は全く解決されなかった。ヨーロッパラウンド終了時点でノーポイントと結果が期待外れとなったことで、ルッキーニは翌シーズンのシャシーにローラが設計したものを使用すると8月のハンガリーGPで表明。こうして、ダラーラとの5年におよぶ関係は終了することとなった。

## レース戦績
ダラーラ・BMS192はレースにおいて中団を走ることが多く、ポイントを獲得したのは2回のみであった。いずれもミナルディから新加入のピエルルイジ・マルティニによるもので、雨中のレースとなったスペインと、次戦のサンマリノでの6位であった。チーム2年目のJ.J.レートは大半をトップ10でフィニッシュしたが、最高位はベルギーでの7位でシーズンノーポイントに終わった。
BMS192には問題が多く生じ、低速コーナーと高速コーナーで極端にハンドリング特性が違う、全部のコーナーでマシンの反応が違うなど、製作段階でのコンポジット精度の悪さに起因する根本的な性能問題を抱えていた。レートとマルティニの両マシンで全く同じセッティングを施しても同じハンドリングにならず、モノコックの工作精度の悪さによってセッティングの再現性が無い事もシーズン中に判明した。
今宮純は'92年のダラーラ・フェラーリをコースで観察して「このチームは他の中堅チームと違って資金的な不安の声が聞こえてこない強みがある。去年ジャッドV10でそれなりに速かったクルマがフェラーリV12を乗せたら開幕からメロメロで、後ろが重くなって急に違うクルマになってしまった。やはりV12エンジンというのはパッケージするのが難しいんだと強く感じた。チームとしてはフェラーリエンジンだという期待が高いから、それに振り回されてしまったシーズンだったのだろう。」と総括している。

## F1における全成績
(key) （太字はポールポジション）
| 年     | チーム           | エンジン           | タイヤ | ドライバー               | 1   | 2   | 3   | 4   | 5   | 6   | 7   | 8   | 9   | 10  | 11  | 12  | 13  | 14  | 15  | 16  | ポイント | 順位 |
| ------ | ---------------- | ------------------ | ------ | ------------------------ | --- | --- | --- | --- | --- | --- | --- | --- | --- | --- | --- | --- | --- | --- | --- | --- | -------- | ---- |
| 1992年 | ダラーラ・BMS192 | フェラーリ V12 037 | G      |                          | RSA | MEX | BRA | ESP | SMR | MON | CAN | FRA | GBR | GER | HUN | BEL | ITA | POR | JPN | AUS | 2        | 10位 |
| 1992年 | ダラーラ・BMS192 | フェラーリ V12 037 | G      | J.J.レート               | Ret | 8   | 8   | Ret | Ret | 9   | 9   | 9   | 13  | 10  | DNQ | 7   | Ret | Ret | 9   | Ret | 2        | 10位 |
| 1992年 | ダラーラ・BMS192 | フェラーリ V12 037 | G      | ピエルルイジ・マルティニ | Ret | Ret | Ret | 6   | 6   | Ret | 8   | 10  | 15  | 11  | Ret | Ret | 8   | Ret | 10  | Ret | 2        | 10位 |